# Chimay Grande Réserve gerijpt op eiken vaten
Chimay Grande Réserve gerijpt op eiken vaten is een van de trappistenbieren die gebrouwen wordt in de abdij Notre-Dame de Scourmont in Chimay in België. Het is feitelijk de Chimay Grande Réserve, maar dan gerijpt op eiken vaten. Het bier is enkel verkrijgbaar in flessen van 75cl. Het laten rijpen van het bier op verschillende eiken vaten geeft aan elk bier een eigen smaak.
Tot nu toe zijn de volgende vaten gebruikt voor Chimay Grande Réserve gerijpt op eiken vaten:
| Uitgebracht   | Editie   | Vaten                                                                          |
| ------------- | -------- | ------------------------------------------------------------------------------ |
| November 2015 | Chêne    | 64% Franse eik, 36% Amerikaanse eik                                            |
| Maart 2016    | Cognac   | 38% Franse eik, 22% Amerikaanse eik, 22% cognacvaten, 18% nieuwe kastanjevaten |
| Augustus 2016 | Cognac   | 40% Amerikaanse eik, 27% Franse eik, 16% cognacvaten, 16% kastanjevaten        |
| Oktober 2016  | Cognac   | 40% Amerikaanse eik, 31% Franse eik, 29% cognacvaten                           |
| Februari 2017 | Rhum     | 42% Amerikaanse eik, 36% Franse eik, 22% rumvaten                              |
| Februari 2018 | Whisky   | 41% Amerikaanse eik, 34% Franse eik, 25% whiskyvaten                           |
| Februari 2019 | Chêne    | 60% Amerikaanse eik, 40% Franse eik                                            |
| Februari 2020 | Armagnac | 48% Amerikaanse eik, 28% Armagnac, 24% Franse eik                              |
| Februari 2021 | Rhum     | 49% Amerikaanse eik, 27% rumvaten, 24% Franse eik                              |